# Fernando Díaz (conde)
Fernando Díaz (antes de 1046-c. 1108), hijo de Diego Fernández y de su segunda esposa, Cristina Fernández, fue un noble leonés y uno de los magnates más poderosos de su época. Su hermana, Jimena, fue la esposa de Rodrigo Díaz de Vivar, el Cid.

## Vida
Su primera aparición en la documentación data del año 1083 en la Catedral de Oviedo cuando aparece con sus hermanos el conde Rodrigo y Jimena en el pleito con el obispo por el Monasterio de San Salvador de Tol que había donado Gontrodo Gundemáriz, hija del conde Gundemaro Pinióliz, a la iglesia de Oviedo. En ese mismo año se registra una donación que realizó con su hermano Rodrigo al Monasterio de San Vicente en Oviedo. 
Heredó el gobierno de Asturias de su padre y de su hermano Rodrigo Díaz. Figura en varios diplomas entre los años 1090 y 1106 como tenente en Asturias, entre ellos un pleito entre el obispo de Oviedo y el abad de San Vicente, apareciendo como comes Fredenando Díaz o bien como comes in Asturias o comes Asturiensium.
Según el cartulario del monasterio de Sahagún, Fernando visitó Tierra Santa y Jerusalén en 1100. Mientras que esto se toma normalmente como referido a una peregrinación después del éxito de la Primera Cruzada, puede indicar que Fernando fue uno de los pocos españoles que participaron en la Cruzada. De acuerdo con las Crónicas Anónimas de Sahagún, en 1101 Alfonso VI recibió una cruz decorada hecha con la madera de la Vera Cruz del emperador bizantino Alejo I Comneno. El rey procedió a donarla al monasterio de Sahagún. Se ha pensado que Fernando, trajo probablemente el presente desde Constantinopla, después de su peregrinación.
El conde Fernando desaparece de la documentación medieval en 1106 y pudo haber fallecido en 1108 en la Batalla de Uclés.

## Matrimonios y descendencia

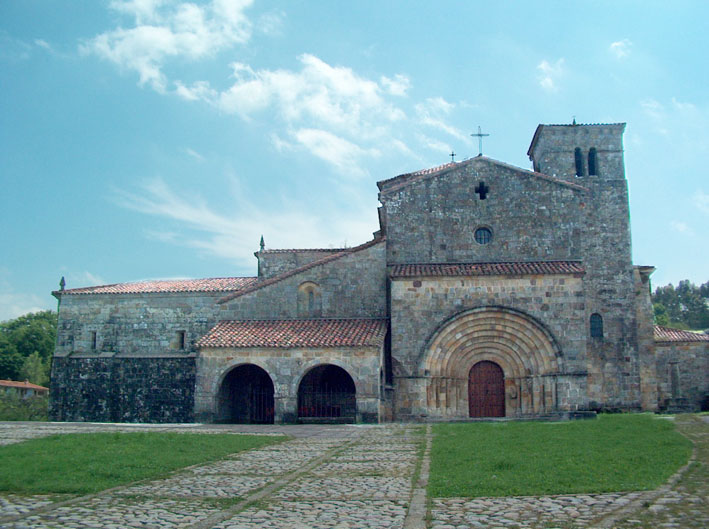
La iglesia de Santa Cruz de Castañeda heredada por los hijos de Fernando de su tía Jimena Muñoz y después donada a la Orden de Cluny

Su primer matrimonio fue con Godo Salvadórez, hija del conde en La Bureba, Gonzalo Salvadórez y la condesa Elvira Díaz. Godo falleció antes de julio de 1087 cuando el conde Fernando, cumplimentando el testamento de su esposa entregó al Monasterio de San Salvador de Oña cuanto Godo había heredado de su padre y de su tío Álvaro Salvadórez en Hermosilla.
Contrajo un segundo matrimonio entre 1089 y 1095 con Enderquina Muñoz, hija del conde asturiano Munio González y la condesa Mayor Muñoz a quien otorgó carta de arras en 1097 según se refleja en un documento del Monasterio de San Pelayo en Oviedo donde se refiere a Enderquina como filia nobilissimi comitis Monio Gonçaluizi. Entre las propiedades que le concede en la carta de arras, figura Sancta Gatia que había sido de su hermano, el conde Rodriquo Diazi. También menciona en el mismo documento a su hermana Mayor Díaz, esposa de Golmaro Ioannes, así como a su tía domina Gelvira. Antes de otorgar la carta de arras, ambos aparecen el 17 de agosto de 1095 en el Liber Testamentorum Ovetensis confirmando el testamento de Flámula Jiménez. Años más tarde, el 7 de junio de 1104, en el mismo libro de testamentos, confirman el conde Fernando Díaz de Asturias y Enderquina. 
De este matrimonio nacieron:
- Diego Fernández, padre de Sancho, Munio, Mayor y Sancha Díaz. No se conoce el nombre de su esposa.[5]
- Munio Fernández[4]
- Sancha Fernández[4]
- Jimena Fernández. Su filiación queda confirmada en un diploma del Monasterio de San Vicente de Oviedo donde consta que es hija de illo comite domnus Fredenandus et comitessa Enderquina.[6] Contrajo un primer matrimonio con Bermudo Pérez, padres de Urraca Bermúdez, abadesa en el monasterio de San Pelayo, y después volvió a casar con Pedro Adgaz con quien tuvo a Gonzalo Pérez.[6]
- Aldonza Fernández, esposa de Álvaro Gutiérrez, después de enviudar, fue monja y llegó a ser abadesa en el Monasterio de San Pelayo.[6]
- María Fernández, esposa de Suero Ordóñez.[5]